# 빙허각 이씨
빙허각 이씨(1759년 2월 24일~1824년 3월 3일)는 조선의 여성 실학자이고, 본은 전주이며, 서유본의 아내이자 서유구의 형수가 된다.
빙허각은 이씨가 머무는 거처의 이름(당호)이다.

## 일생
1759년 2월 24일(음력 1월 27일) 아버지 이창수(李昌洙)와 어머니 류씨(柳氏) 부인 사이에서 막내딸로 태어났다. 빙허각의 친가는 조선 세종의 서자 영해군 이장의 가문으로 대대로 명망높은 소론 가문이었으며, 외가 역시 실학 및 고증학 분야에서 일가를 이룬 집안으로 외숙모이자 《태교신기(胎敎新記)》를 지은 사주당 이씨(師朱堂 李氏)와 그의 아들로 《언문지》의 저자인 류희 등이 유명하다. 이병정은 그녀의 오빠가 된다.
15살에 실학자인 행정 서유본(徐有本: 1762년 3월 1일(음력 2월 6일)~1822년 8월 26일(음력 7월 10일))과 결혼하였으며, 어린 시동생 서유구를 직접 가르쳤다고 한다. 시가 역시 다수의 실학자를 배출한 집안으로 많은 장서를 가지고 있어 훗날 빙허각의 저술 활동에 큰 도움이 되었다. 슬하에 4남 7녀를 두었으나 그 중에서 8명이 일찍 죽고 아들 하나와 딸 둘만이 살아남았다. 남편은 빙허각의 학문적 재능을 존중하였고, 평생 동안 학문적 동지 관계를 유지하였다고 한다. 서유본은 43세라는 뒤늦은 나이에 벼슬에 오르나 숙부 서형수의 옥사로 벼슬에서 일찍 물러났다. 갑자기 곤궁해진 집안을 일으키기 위해 차밭을 직접 가꾸며 생활했으며, 자신의 생활지식과 실학서의 내용을 종합한 가정백과사전을 쓰기 시작한 것이 《규합총서》이다. 이 책의 제목은 남편인 서유본이 직접 붙인 것이다.
1824년 3월 3일(음력 2월 3일), 66세로 세상을 떠났는데 이보다 2년 먼저 죽은 남편을 위해 〈절명사〉(絶命詞)를 짓고 모든 인사(人事)를 끊은 다음, 머리를 빗지 않고, 얼굴을 씻지 않고 자리에 누워 지낸 지 19개월 만에 남편의 뒤를 따랐다.

## 저서
- 《규합총서》
- 《청규박물지》

## 전기 자료
- 서유구, 《금화지비집》 권7, 수씨 단인 이씨 묘지명

## 관련 작품
- 소설: 곽미경 지음, 《허공에 기대선 여자 빙허각》, 자연경실, 2019년 1월 7일